# Martin Damm Jr
Martin Damm (30 de septiembre de 2003) es un jugador de tenis estadounidense.
Damm es uno de los tres hijos de Martin Damm Sr.
Damm su ranking ATP más alto de singles fue el número 204, logrado el 18 de marzo de 2024. Su ranking ATP más alto de dobles fue el número 303, logrado el 6 de noviembre de 2023.
En el circuito junior, Damm tiene el puesto número 3 en el ranking junior, el más alto de su carrera, alcanzado el 1 de enero de 2021.
En agosto de 2019, Damm y su compañero Toby Kodat ganaron el título de dobles del Campeonato Nacional Masculino de la USTA 18, lo que les valió a la pareja una entrada como wildcard al cuadro principal de dobles del Abierto de Estados Unidos 2019. Damm, de 15 años, y su compatriota estadounidense Toby Kodat, de 16, se convirtieron en el equipo de dobles masculino más joven en ganar un partido del US Open en la Era Abierta.
En marzo, recibió un wildcard en el cuadro principal del Miami Open 2024 para su debut en Masters, donde registró su primera victoria ATP y Masters sobre Zhizhen Zhang y el #14 favorito y compatriota Tommy Paul al retirarse en la segunda ronda.